# Adolphe de Vrière

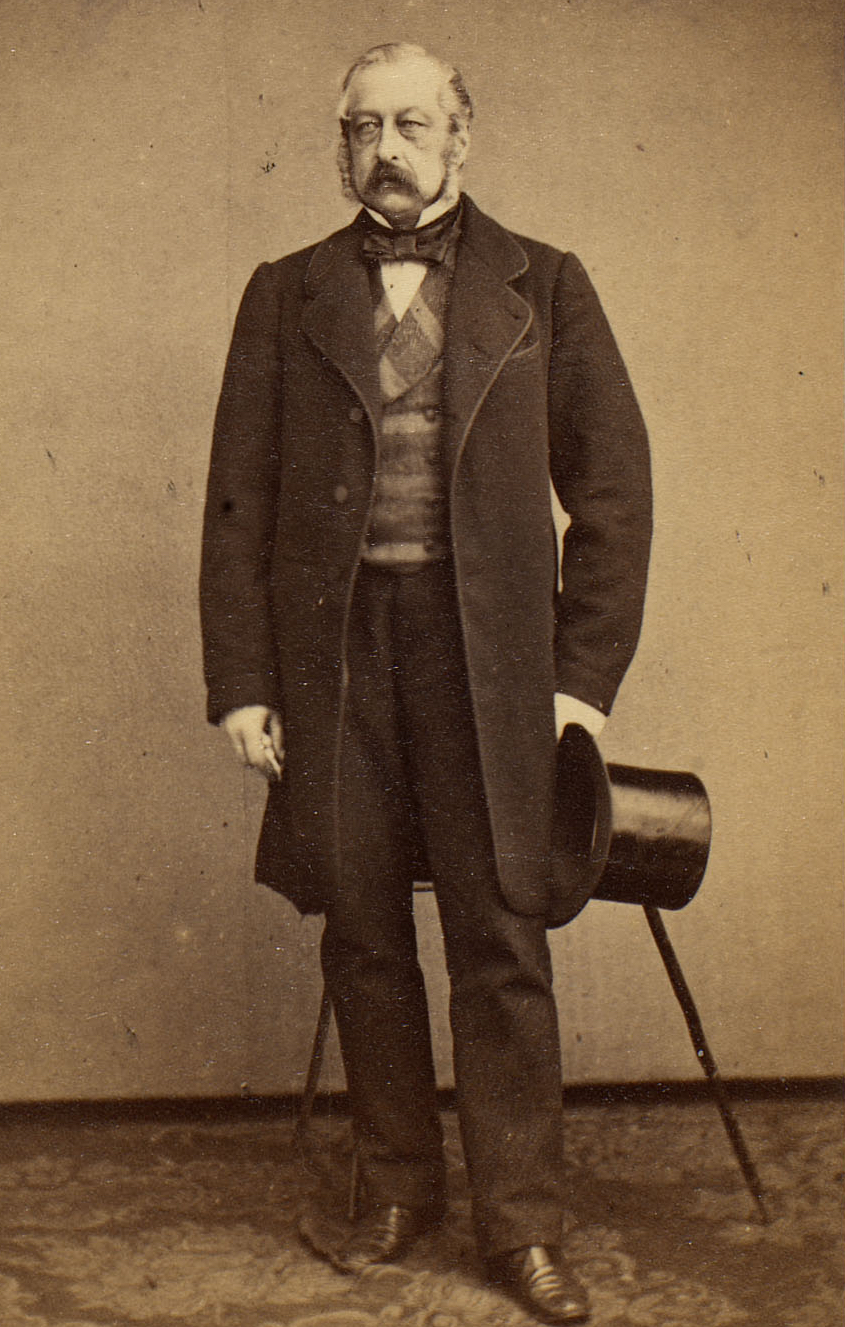
Adolphe de Vrière

Baron Adolphe Pierre Aloïs de Vrière (Brugge, 9 april 1806 - Laken, 16 juli 1885) was een Belgisch liberaal volksvertegenwoordiger, provinciegouverneur en minister.

## Biografie

### Familie
Adolphe de Vrière was een zoon van baron Aloïs de Vrière, directeur van belastingen en schepen van Brugge, en Henriette Ysenbrandt. De familie was afkomstig uit Artesië. Zijn vader werd in 1825 in de adelstand verheven met de erfelijke titel van baron.
Hij trouwde in 1832 in Brugge met Marie-Louise de Serret (1811-1876), dochter van François de Serret, burgemeester van Brugge, lid van de Provinciale Staten van West-Vlaanderen en lid van de Tweede Kamer. Het gezin had vier kinderen. Hun zoon Léon (1835-1866) was diplomaat en hun zoon Camille (1838-1889) burgemeester van Zedelgem.
Hij was een schoonbroer van jhr. Gustave Pecsteen, burgemeester van Ruddervoorde en senator, en baron Jules de Serret, burgemeester van Sint-Michiels.

### Loopbaan
De Vrière volgde middelbare onderwijs in het Lycée Louis-le-Grand in Parijs en studeerde rechten aan de Universiteit Leiden (1825). Van 1825 tot 1830 was hij ingeschreven als stagiair en advocaat aan de balie van Brugge.
In 1830 was hij voorstander van de Belgische Revolutie en in oktober 1830 werd hij arrondissementscommissaris voor Brugge. Het jaar daarop evenwel koos hij voor een diplomatieke carrière. Hij werd gezantschapssecretaris in Saksen en Pruisen (1831), zaakgelastigde in Kopenhagen (1841) en Lissabon (1845) en minister-resident in Lissabon (1847).
De homogeen liberale regering-Rogier II benoemde hem in november 1847 tot gouverneur van Namen, in september 1848 tot gouverneur van Henegouwen en in april 1849 tot gouverneur van West-Vlaanderen, een post die hij bekleedde tot aan zijn verkiezing als volksvertegenwoordiger eind 1857.
Op 9 november 1857 werd de Vrière minister van Buitenlandse Zaken in de regering-Rogier III, soms ook wel de eerste regering-Frère-Orban genoemd. Hij nam ontslag in oktober 1861, omdat hij het niet eens was met de erkenning van het koninkrijk Italië. Die erkenning beoordeelde hij als een aanslag op de Pauselijke Staat en als een schending van de Belgische neutraliteit. Adolphe de Vrière werd bij die gelegenheid benoemd tot minister van Staat.
In 1857 werd hij verkozen tot volksvertegenwoordiger, wat hij bleef tot 1870. Na 1870 bekleedde hij geen publieke mandaten meer. Hij bleef nog actief in de bedrijfswereld, als commissaris van de Société de chemins de fer Bruxelles-Lille-Calais en als beheerder van Banque des travaux publics en de Charbonnages de Peronnes.
Historicus Luc Schepens vermeldt dat hij na 1857 ook een advocatenpraktijk begon in Brugge. Ofwel was hij bij een andere balie ingeschreven, ofwel is de informatie onjuist, want bij de balie van Brugge was hij alvast in die periode niet meer ingeschreven.
Een straat in Brussel (Laken) werd genoemd naar Adolphe de Vrière.
In Antwerpen werd de Geuzenstraat in 1884 omgedoopt tot De Vrièrestraat. Baron De Vrière had als minister van Buitenlandse Zaken een belangrijke rol gespeeld bij het afkopen van de Scheldetol in 1863.
Het grootste deel van zijn volwassen leven bracht de Vrière door (als hij niet op een of andere zending was) op het domein Baesveld in Zedelgem. Hij liet er het landhuis uitbreiden tot een heus kasteel, dat midden een domein van 185 ha stond.
Hij overleed in Laken, tijdens een bezoek aan familie.